# Persone di cognome McCarthy
| Questa pagina contiene informazioni ricavate automaticamente dalle voci biografiche con l'ausilio del template Bio e di un bot. L'aggiornamento è periodico e automatico e ricostruisce completamente la pagina. Se manca una persona in questa lista, sei pregato di non aggiungerla, ma accertati piuttosto che la sua voce biografica contenga il template Bio e che i dati anagrafici siano correttamente compilati. Se il template Bio manca, inseriscilo tu stesso o, in alternativa, metti l'avviso {{tmp\|Bio}} che ne segnala la mancanza. Se i dati riportati sono sbagliati, correggi direttamente la voce biografica; le modifiche saranno visibili in questa lista entro pochi giorni. Per chiarimenti vedi il progetto antroponimi. La lista contiene solo le 74 persone che sono citate nell'enciclopedia e per le quali è stato implementato correttamente il template Bio. Pagina aggiornata al 22 gen 2025. |

Questa è una lista di persone presenti nell'enciclopedia che hanno il cognome McCarthy, suddivise per attività principale.

## Allenatori di baseball(1)
- Joe McCarthy, allenatore di baseball statunitense (Filadelfia, n. 1887 - Buffalo, † 1978)

## Allenatori di calcio(4)
- Benni McCarthy, allenatore di calcio e ex calciatore sudafricano (Città del Capo, n. 1977)
- Jon McCarthy, allenatore di calcio e ex calciatore nordirlandese (Middlesbrough, n. 1970)
- Mick McCarthy, allenatore di calcio e ex calciatore irlandese (Barnsley, n. 1959)
- Patrick McCarthy, allenatore di calcio e ex calciatore irlandese (Dublino, n. 1983)

## Allenatori di pallacanestro(2)
- Babe McCarthy, allenatore di pallacanestro statunitense (Baldwyn, n. 1923 - Baldwyn, † 1975)
- Aaron McCarthy, allenatore di pallacanestro statunitense (n. 1961)

## Architetti(1)
- J.J. McCarthy, architetto irlandese (Dublino, n. 1817 - Glasnevin, † 1882)

## Arcivescovi cattolici(1)
- Edward Anthony McCarthy, arcivescovo cattolico statunitense (Cincinnati, n. 1918 - Cincinnati, † 2005)

## Artisti(1)
- Paul McCarthy, artista statunitense (Salt Lake City, n. 1945)

## Attori(5)
- Andrew McCarthy, attore e regista televisivo statunitense (New York, n. 1962)
- Jeff McCarthy, attore e baritono statunitense (Los Angeles, n. 1954)
- Kevin McCarthy, attore statunitense (Seattle, n. 1914 - Capo Cod, † 2010)
- Michael McCarthy, attore e cantante irlandese (Turners Cross, n. 1966)
- Neil McCarthy, attore britannico (Lincoln, n. 1932 - Fordingbridge, † 1985)

## Attrici(5)
- Caitlin McCarthy, attrice e produttrice cinematografica statunitense (Boulder, n. 1989)
- Jenny McCarthy, attrice, modella e conduttrice televisiva statunitense (Chicago, n. 1972)
- Melissa McCarthy, attrice e comica statunitense (Plainfield, n. 1970)
- Sheila McCarthy, attrice canadese (Toronto, n. 1956)
- Siobhán McCarthy, attrice e cantante irlandese (Dublino, n. 1957)

## Batteristi(1)
- Billy McCarthy, batterista e scrittore statunitense (Roseland, n. 1960)

## Calciatori(8)
- Alex McCarthy, calciatore inglese (Guildford, n. 1989)
- Conor McCarthy, calciatore irlandese (Blarney, n. 1998)
- Fabian McCarthy, ex calciatore sudafricano (Vryburg, n. 1977)
- James McCarthy, calciatore scozzese (Glasgow, n. 1990)
- Jason McCarthy, calciatore inglese (Londra, n. 1995)
- John McCarthy, calciatore statunitense (Filadelfia, n. 1992)
- Philemon McCarthy, ex calciatore ghanese (Goma, n. 1983)
- Stephen McCarthy, ex calciatore statunitense (Honolulu, n. 1988)

## Canottieri(1)
- Fintan McCarthy, canottiere irlandese (Skibbereen, n. 1996)

## Cantanti(1)
- Kay McCarthy, cantante, musicista e scrittrice irlandese (Dublino, n. 1947)

## Cestiste(1)
- Kristen McCarthy, ex cestista statunitense (La Puente, n. 1990)

## Cestisti(2)
- Johnny McCarthy, cestista e allenatore di pallacanestro statunitense (Buffalo, n. 1934 - Buffalo, † 2020)
- Matt McCarthy, cestista australiano (Melbourne, n. 1996)

## Chitarristi(1)
- Nick McCarthy, chitarrista e tastierista britannico (Blackpool, n. 1974)

## Ciclisti su strada(1)
- Jay McCarthy, ex ciclista su strada australiano (Maryborough, n. 1992)

## Compositori(1)
- John McCarthy, compositore canadese (Toronto, n. 1961)

## Critici cinematografici(1)
- Todd McCarthy, critico cinematografico, scrittore e regista statunitense (Evanston, n. 1950)

## Diplomatici(1)
- Dermot McCarthy, diplomatico e politico irlandese (Dublino, n. 1954)

## Esploratori(1)
- Timothy McCarthy, esploratore e marinaio irlandese (Kinsale, n. 1888 - mare Celtico, † 1917)

## Generali(1)
- Frank McCarthy, generale e produttore cinematografico statunitense (Richmond, n. 1912 - Los Angeles, † 1986)

## Giocatori di baseball(1)
- Tommy McCarthy, giocatore di baseball statunitense (Boston, n. 1863 - Boston, † 1922)

## Giocatori di football americano(3)
- Colin McCarthy, giocatore di football americano statunitense (Birdsboro, n. 1988)
- J.J. McCarthy, giocatore di football americano statunitense (La Grange Park, n. 2003)
- Mike McCarthy, ex giocatore di football americano e allenatore di football americano statunitense (Pittsburgh, n. 1963)

## Hockeisti su ghiaccio(2)
- Tom McCarthy, hockeista su ghiaccio canadese (Toronto, n. 1934 - Toronto, † 1992)
- Justin McCarthy, hockeista su ghiaccio statunitense (Boston, n. 1899 - Centerville, † 1976)

## Informatici(1)
- John McCarthy, informatico statunitense (Boston, n. 1927 - Stanford, † 2011)

## Letterati(1)
- Justin McCarthy, letterato irlandese (Cork, n. 1830 - Folkestone, † 1912)

## Missionari(1)
- John Joseph McCarthy, missionario e arcivescovo cattolico irlandese (Milltown Malbay, n. 1896 - Dublino, † 1983)

## Pallavolisti(1)
- Fynnian McCarthy, pallavolista canadese (Kelowna, n. 1999)

## Parolieri(1)
- Joseph McCarthy, paroliere e musicista statunitense (Somerville, n. 1885 - New York, † 1943)

## Piloti automobilistici(1)
- Perry McCarthy, ex pilota automobilistico britannico (Stepney, n. 1961)

## Piloti motociclistici(1)
- Kirk McCarthy, pilota motociclistico australiano (Melbourne, n. 1960 - Ipswich, † 2004)

## Pistard(1)
- Frederick McCarthy, pistard canadese (n. 1881 - † 1974)

## Politiche(3)
- Arlene McCarthy, politica britannica (Belfast, n. 1960)
- Gina McCarthy, politica statunitense (Boston, n. 1954)
- Karen McCarthy, politica statunitense (Haverhill, n. 1947 - Overland Park, † 2010)

## Politici(4)
- Eugene McCarthy, politico e poeta statunitense (Watkins, n. 1916 - Washington, † 2005)
- Joseph McCarthy, politico statunitense (Grand Chute, n. 1908 - Bethesda, † 1957)
- Kevin McCarthy, politico statunitense (Bakersfield, n. 1965)
- P. H. McCarthy, politico irlandese (Contea di Limerick, n. 1863 - San Francisco, † 1933)

## Pugili(1)
- Tommy McCarthy, pugile britannico (Belfast, n. 1990)

## Registe(1)
- Claire McCarthy, regista, sceneggiatrice e produttrice cinematografica australiana (Sydney)

## Registi(3)
- John P. McCarthy, regista, sceneggiatore e attore statunitense (San Francisco, n. 1884 - Pasadena, † 1962)
- Nicholas McCarthy, regista, sceneggiatore e produttore cinematografico statunitense (New Hampshire, n. 1970)
- Tom McCarthy, regista, sceneggiatore e attore statunitense (New Providence, n. 1966)

## Rugbisti a 15(1)
- Neil McCarthy, ex rugbista a 15, allenatore di rugby a 15 e dirigente sportivo britannico (Slough, n. 1974)

## Sciatrici alpine(1)
- Jocelyn McCarthy, ex sciatrice alpina canadese (n. 1996)

## Scrittori(2)
- Cormac McCarthy, scrittore, drammaturgo e sceneggiatore statunitense (Providence, n. 1933 - Santa Fe, † 2023)
- Tom McCarthy, scrittore inglese (Londra, n. 1969)

## Scrittrici(2)
- Helen McCarthy, scrittrice inglese (n. 1951)
- Mary McCarthy, scrittrice statunitense (Seattle, n. 1912 - New York, † 1989)

## Vescovi cattolici(1)
- Taddeo McCarthy, vescovo cattolico irlandese (West Cork - Ivrea, † 1492)